# 르노 캉구
르노 캉구(Renault Kangoo)는 프랑스의 자동차 회사인 르노가 1997년부터 현재까지 생산중인 소형 상용 미니밴이다. 휠 베이스가 다른 3가지 모델이 있으며 승합형과 패널 밴형(캉구 익스프레스) 모델로 나뉜다.

## 1세대

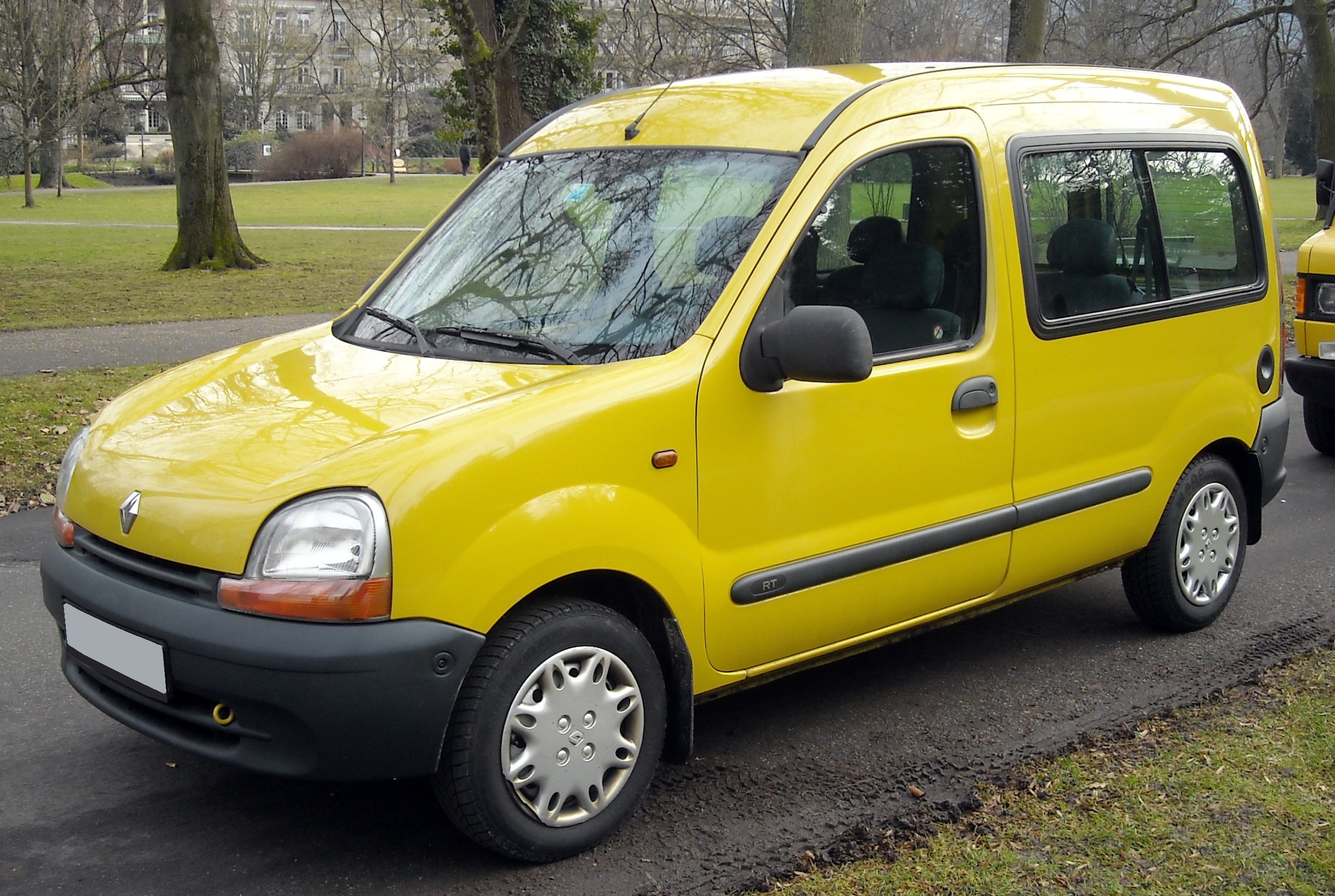
르노 캉구(전기형) 정측면

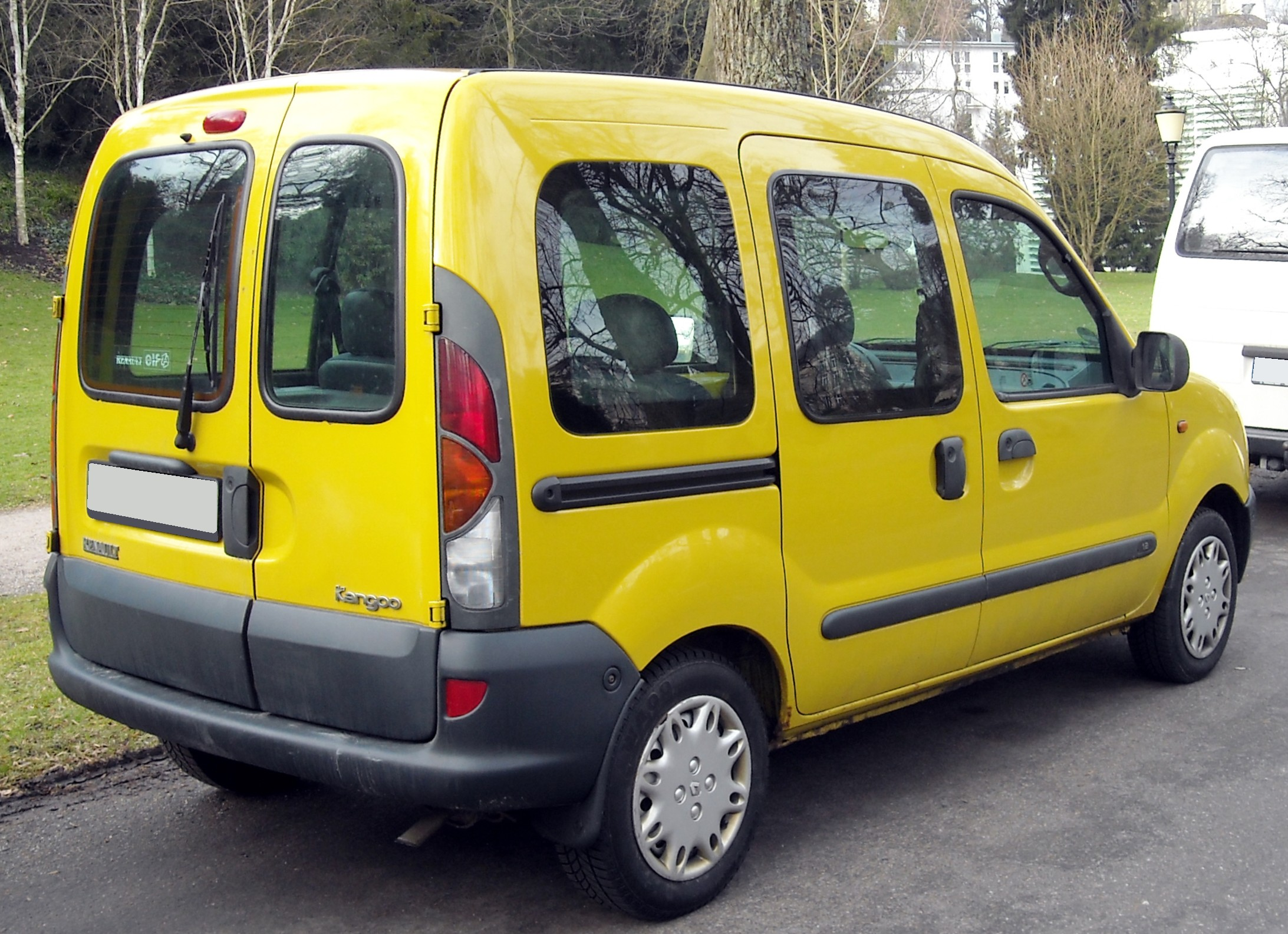
르노 캉구(전기형) 후측면

1997년에 5의 밴형 모델인 익스프레스를 대체하는 차종으로 출시되었다. 2세대 클리오를 기반으로 개발했으며, 차량 자체도 높은 키와 뛰어난 실내 수용성 때문에 장애인 차량으로도 인기가 있었다. 엔진 라인업은 1리터 59마력과 1.2리터 60마력 8밸브/68마력과 75마력 16밸브 D-시리즈 휘발유 엔진과 1.4리터 에너지(Energy) 8밸브 75마력 엔진, 1.6리터 16밸브 K-시리즈 95마력 휘발유 엔진과, 1.5리터 dCi 57~65/70~82/85~88마력 터보디젤과 1.9리터 F-시리즈 D 55~65마력 간접분사식 자연분사 디젤엔진, 같은 엔진의 직분사 dTi 80마력 및 85마력 터보디젤 엔진이 제공되었다. 2002년에는 고상형인 트레카(Trekka)가 선보였는데, 특이하게 기존 모델과는 다르게 구동 방식이 4륜구동이었다. 유압식 자동 토크 커플링(Torque coupling)이 장착되어 캉구 트레카는 대부분의 주행 환경에서 4륜구동을 유지하면서도 연비도 적절한 수준으로 유지했고, 전자식 "ASR" TCS 장치가 장착되어 모든 바퀴의 구동력을 보조하도록 했다. 서스펜션은 기존 캉구의 구조를 유지하면서도 저상고를 높이고 구조를 강화했으며, 따라서 오프로드 성능도 28도 언덕을 넘거나 40cm 수심 속을 주행할 수 있는 정도로 개선되었다. 2003년에 페이스 리프트를 거쳐 헤드램프와 그릴도 커졌고, 무엇보다 붙어 있던 2~3열 유리창을 나눈것도 특징이며, 전기형의 복잡했던 무광 가니쉬들을 다듬어 스타일이 눈에 띄게 바뀌었다. 초기형에는 슬라이딩 도어가 한쪽에만 있었지만, 후기형에는 슬라이딩 도어가 양쪽으로 변경되었다. 중간에 전기차와 플러그인 하이브리드 버전이 한정 생산된 적이 있으며, LPG 버전도 일부 물량이 생산되었다. 닛산에서 패널 밴 사양을 뱃지 엔지니어링하여 큐비스타라는 명칭으로 유럽과 남미 지역에서 판매된 적이 있었으며, 2009년에 닛산 NV200이 출시될 때까지 판매되었다.

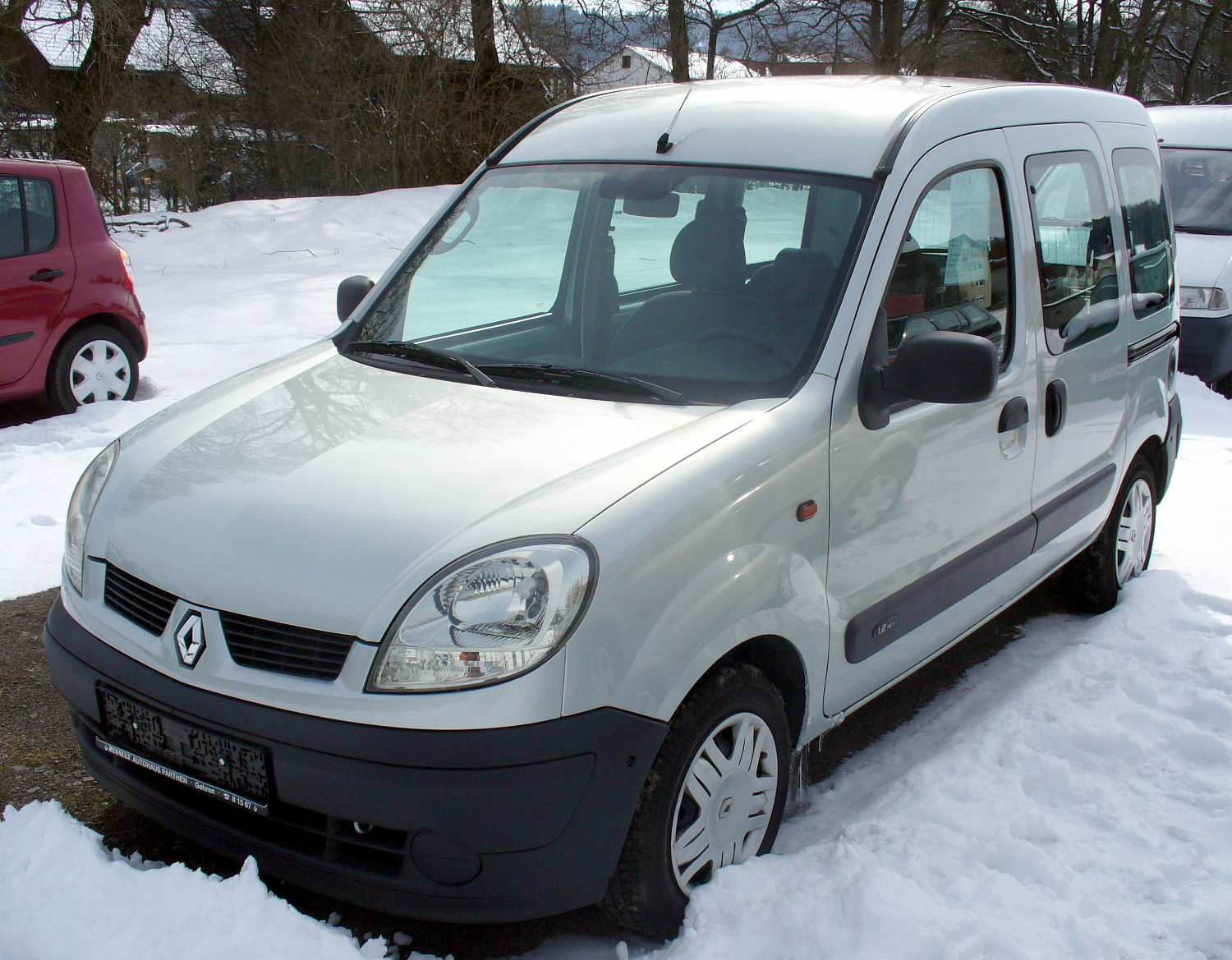
르노 캉구(후기형) 정측면
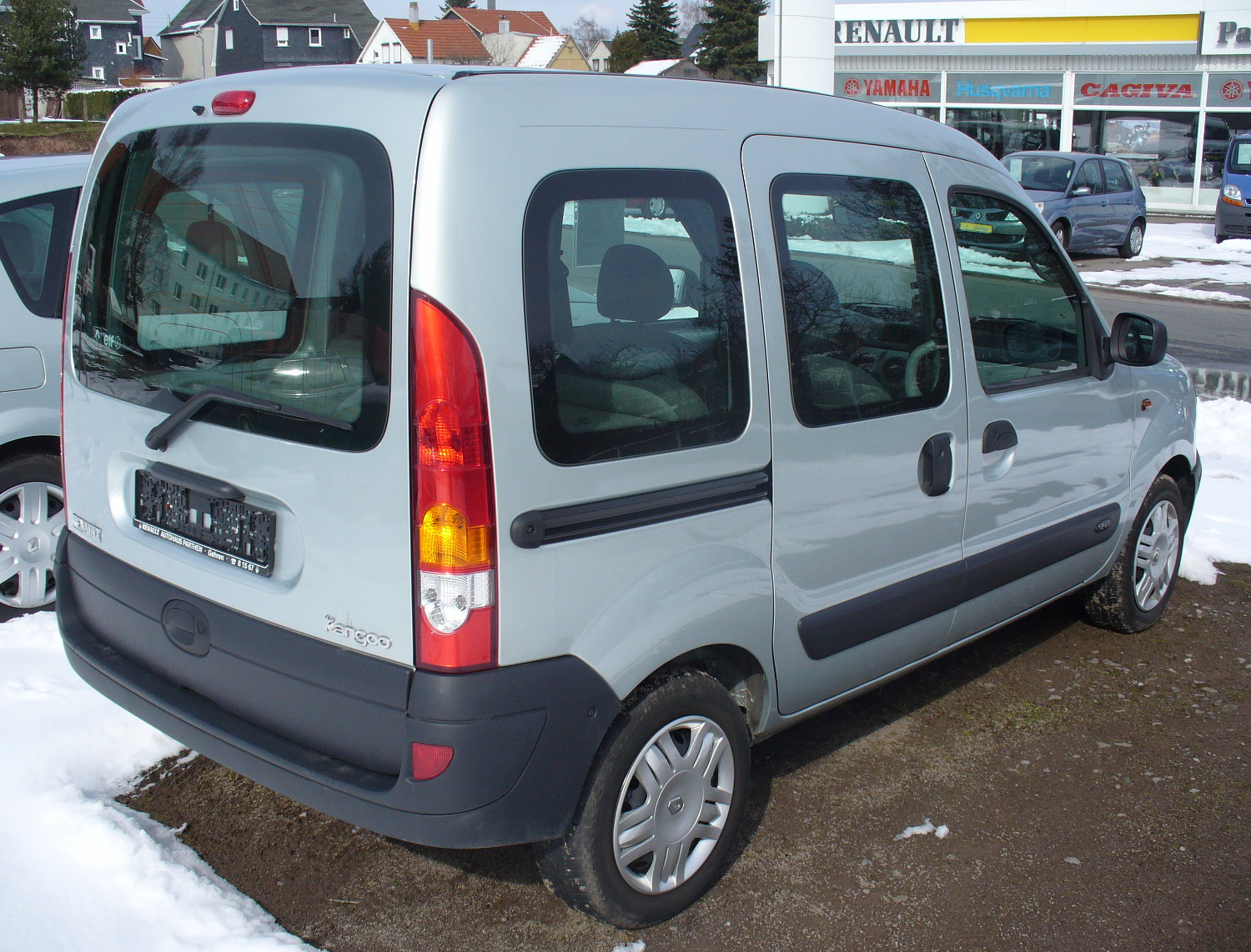
르노 캉구(후기형) 후측면

## 2세대

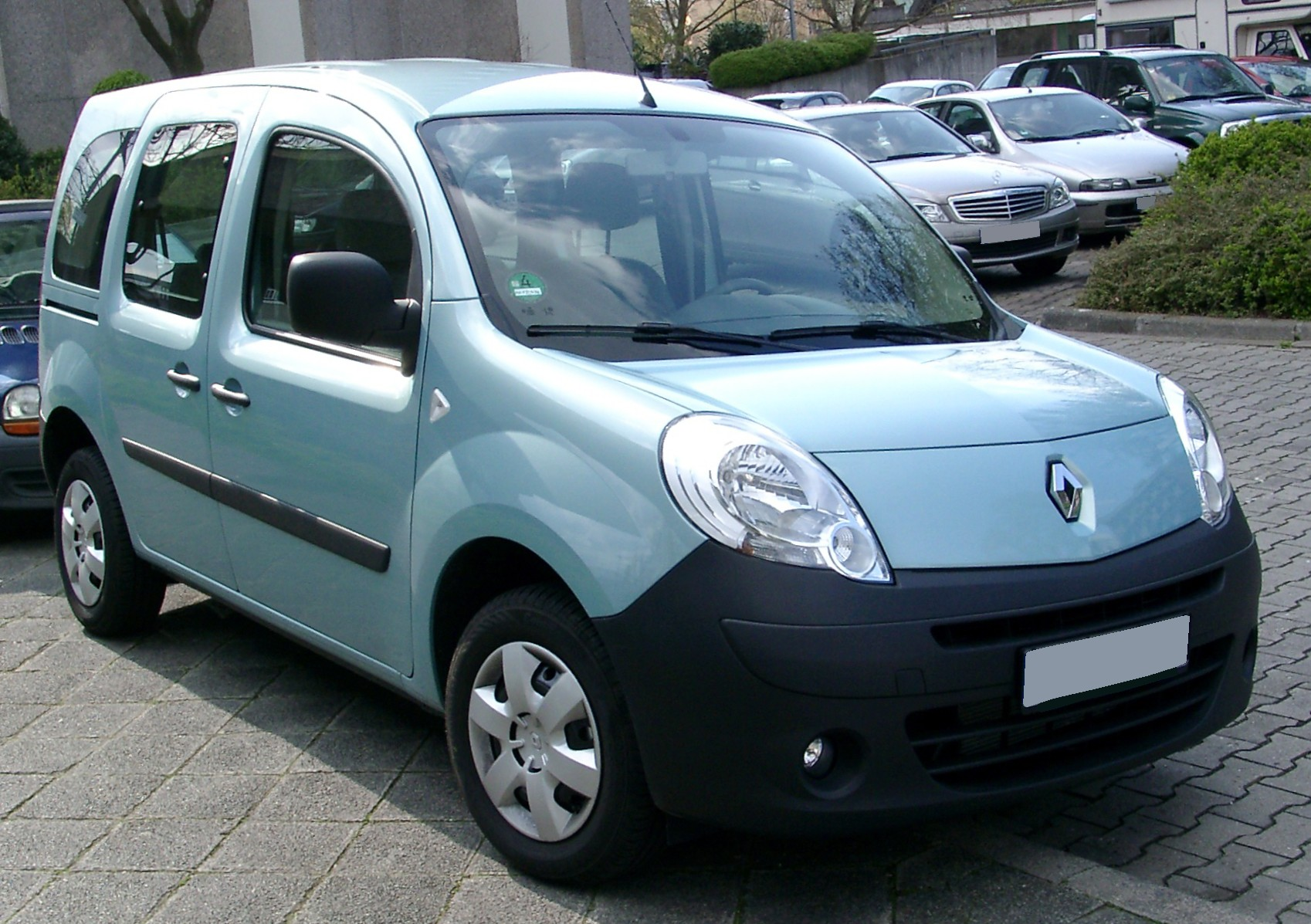
르노 캉구 정측면

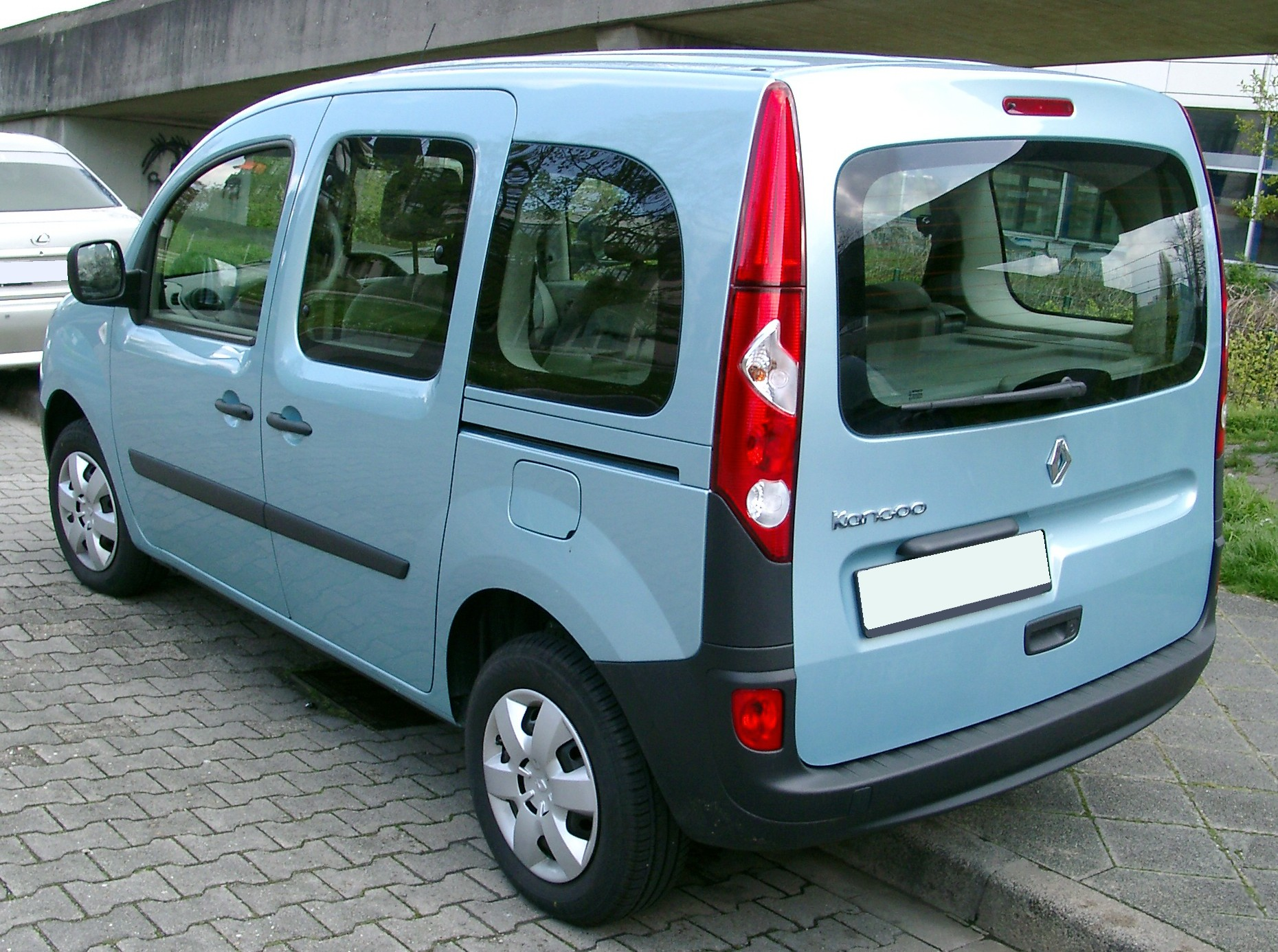
르노 캉구 후측면

2008년에 출시되었다. 바디 타입은 3가지로 나뉘며, 숏 바디인 컴팩트, 기존형인 익스프레스, 롱바디인 익스프레스 맥시로 구성되어 있다. 2011년 10월에 전기차 모델인 캉구 Z.E.가 출시되었다. 2012년에는 영국 시장에서 승용 사양이 단종되었으며, 2013년에는 페이스리프트가 진행되었다. 2018년 말에는 닛산에서 다시 뱃지 엔지니어링을 하여 NV250이라는 명칭으로 발매되었다.

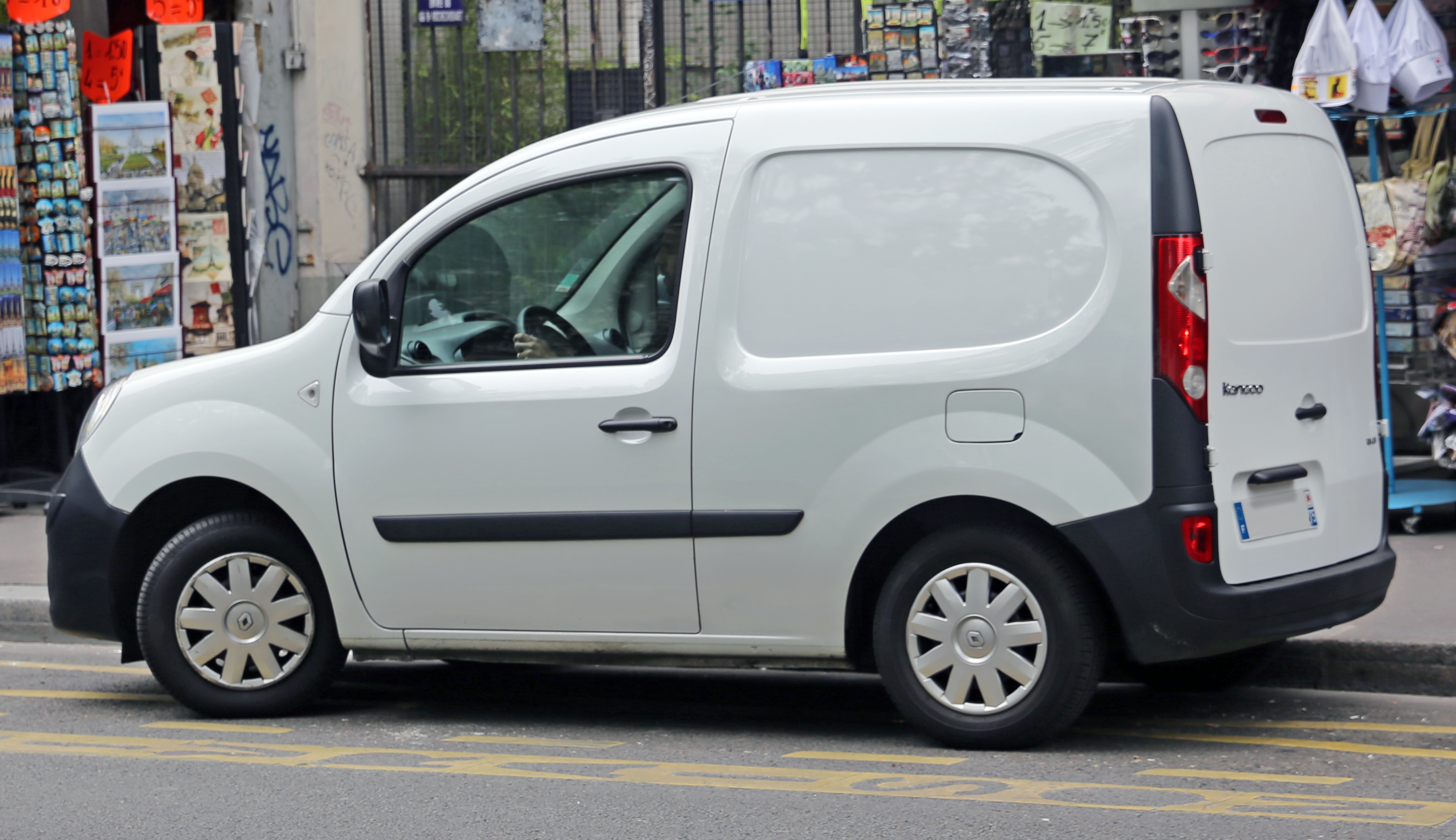
르노 캉구 컴팩트 후측면
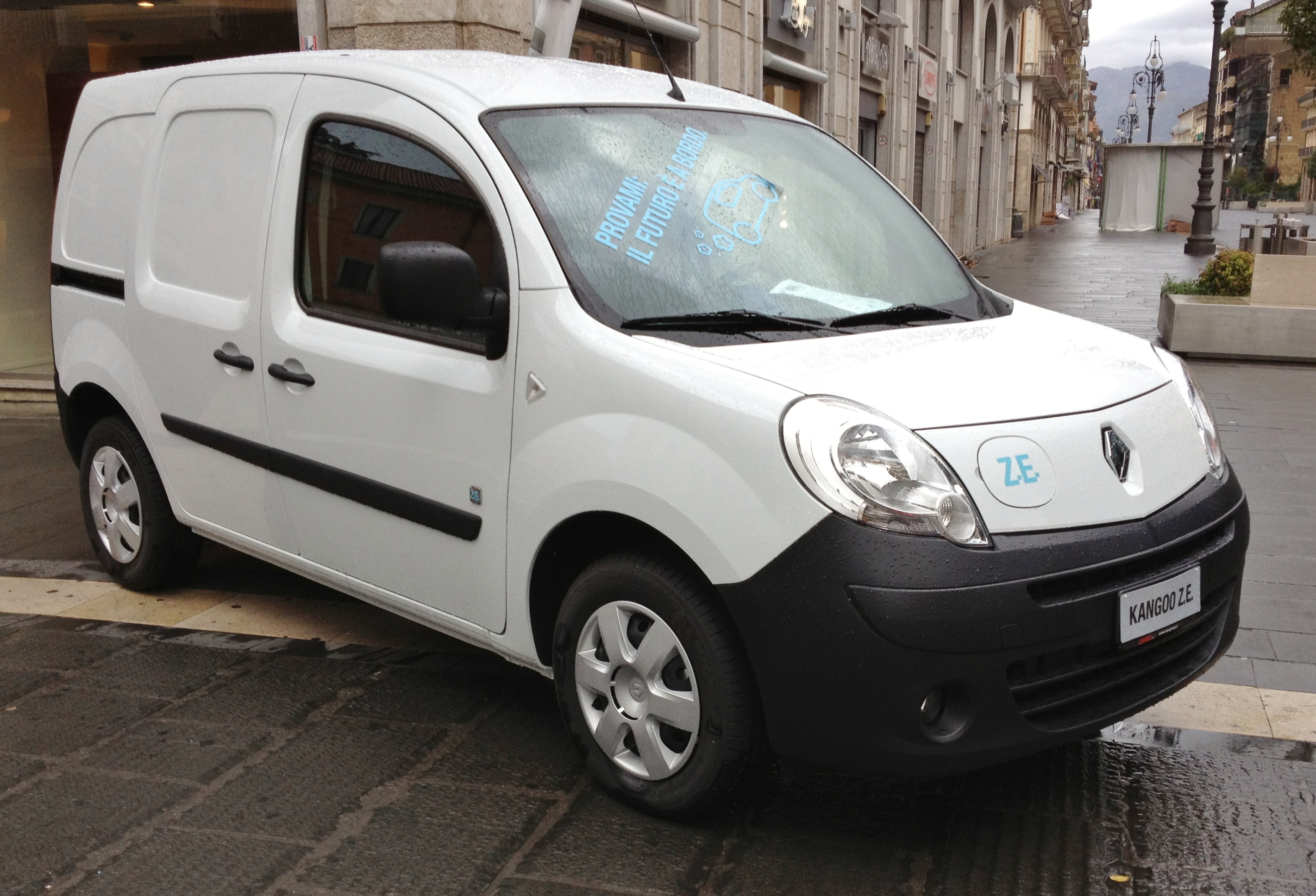
르노 캉구 Z.E. 정측면
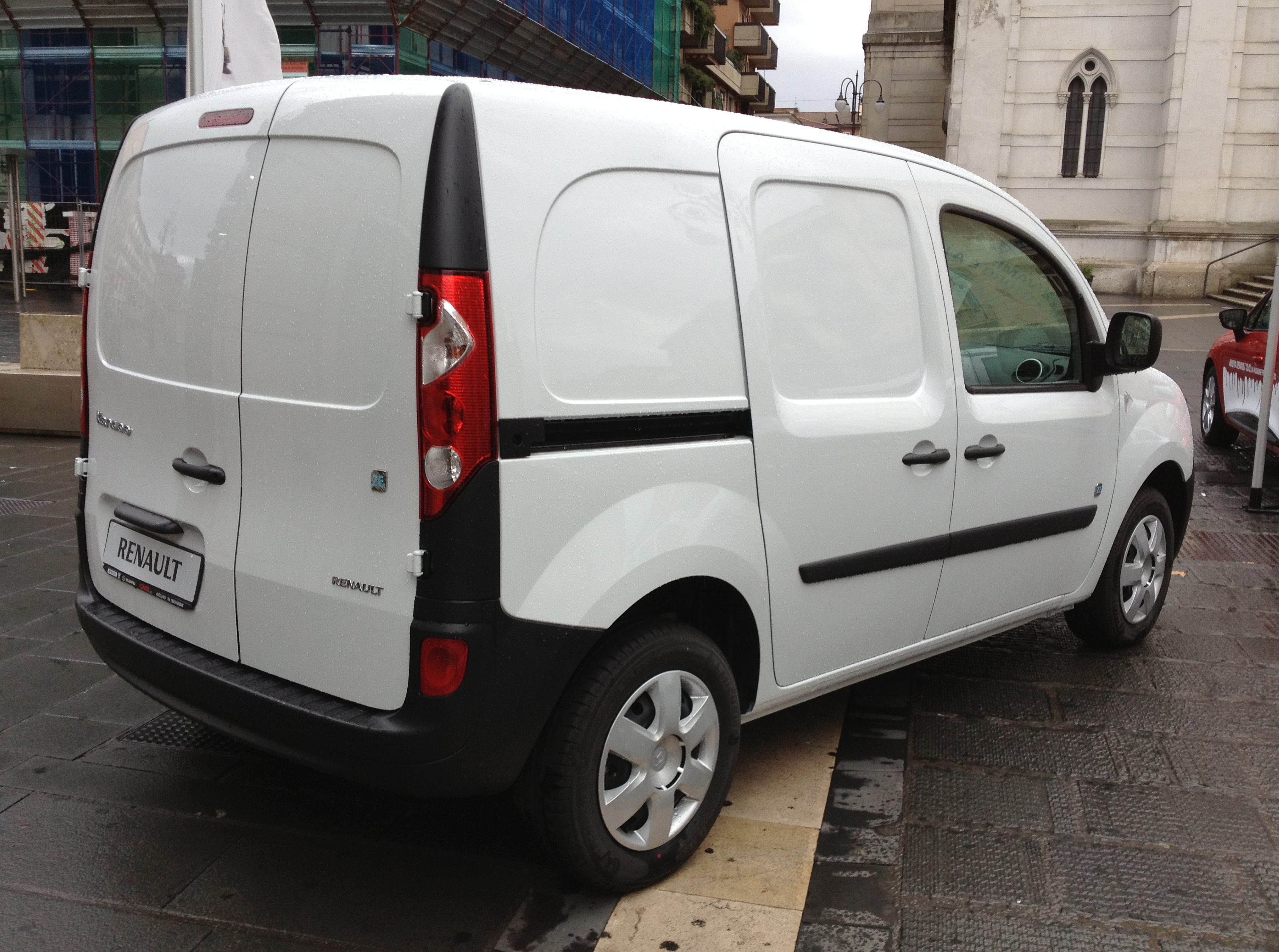
르노 캉구 Z.E. 후측면

## 3세대
2020년 11월 12일에 최초로 공개되었다. 르노-닛산 CMF 플랫폼을 탑재하였다. 닛산에서 판매하는 모델의 명칭은 NV250에서 타운스타로 변경되었다.